# Phyllophaga aequalis
Phyllophaga aequalis är en skalbaggsart som beskrevs av Leconte 1853. Phyllophaga aequalis ingår i släktet Phyllophaga och familjen Melolonthidae. Inga underarter finns listade i Catalogue of Life.